# Kinney National Company
Kinney National Company was een  mediaconcern dat werd opgericht in 1966 door de fusie van Kinney Parking Company en National Cleaning Company. Het bedrijf werd in 1972 hernoemd naar Warner Communications en lag via de fusie met Time Inc. aan de basis van het huidige Time Warner concern. 

## Uitbreiding
In 1967 breidde het bedrijf uit door de uitgever DC Comics, castingbureau Ashley-Famous, en filmapparatuurbedrijf Panavision over te nemen. Ted Ashley (van Ashley-Famous) stelde voor om ook het mediabedrijf Warner Bros.-Seven Arts te kopen. Dit concern had net de platenmaatschappij Atlantic Records overgenomen en zat op dat moment in financiële problemen.
Ted Ashley kwam aan het hoofd te staan van Warner Bros. Pictures, de naam Seven Arts verdween. Na het succes van de film Woodstock in 1970, begon de filmstudio weer kaskrakers te maken en werd het terug gerekend als een van de "major" filmstudio.
De muziekafdeling die bestond uit Warner Bros. Records, Reprise Records en Atlantic Records werd verder uitgebreid met de overname van Elektra Records en Nonesuch Records van Jac Holzman.

## Financieel schandaal
In 1972 kwam er een financieel schandaal rond prijsafspraken aan het licht. Alle niet amusementsactiviteiten werden verkocht als National Kinney Corporation. Het afgeslankte bedrijf ging verder onder de naam Warner Communications. Steve Ross kwam aan het hoofd van het bedrijf.